# تپه آلک ۴
تپه آلک ۴ مربوط به دوران پیش از تاریخ ایران باستان - دوران‌های تاریخی پس از اسلام است و در شهرستان بوئین‌زهرا، بخش آوج، روستای کلنجین واقع شده و این اثر در تاریخ ۱۹ اسفند ۱۳۸۰ با شمارهٔ ثبت ۴۹۲۴ به‌عنوان یکی از آثار ملی ایران به ثبت رسیده است.